# 到着
到着(とうちゃく)とは目的の場所に辿り着くことである。ここでは、経営学での、待ち行列理論における到着を解説する。

## 待ち行列理論と到着
待ち行列理論において到着とは、顧客が入ってくることである。入力ともいう。この理論は、到着してから帰るまでの平均時間を計算することによって客の待ち時間を減らし更に設備を効率的よくしようとする理論であるため、到着は非常に重要視される。なお、一連の客の到着を確率的過程と考えた時に客の到着を示す確率過程を到着過程といい、到着する間隔の確率分布あるいは一定の時間内に到着する客数の確率分布により表現される。待ち行列のモデルはこの到着過程とサービス時間の分布および、窓口や待合室の容量、サービスの順序を定めることによって得られることからこちらも重要視される。なお、単位時間における平均の客数を到着率といい、{\displaystyle \lambda }を用いて表す。

## リトルの公式と到着
ある系、すなわちある行列の中の客の平均人数{\displaystyle L}は待つ人の平均人数{\displaystyle L_{q}}と到着率の和をサービス率{\displaystyle \mu }で割った物であり、{\displaystyle L={\frac {L_{q}+\lambda }{\mu }}}
が成り立つ。また、平均的な待ち時間{\displaystyle W_{q}}は平均人数を到着率で割ったものであり、{\displaystyle W_{q}={\frac {L_{q}}{\lambda }}}が成り立つ。これに、系の中にいる平均時間{\displaystyle W}を求める{\displaystyle W={\frac {W_{q}+1}{\mu }}}
を併せてリトルの公式という。またこの式により
{\displaystyle L=\lambda W}が成り立つ。

## 参考資料
- OR事典Wiki（日本オペレーションズ・リサーチ学会）
- 待ち行列の概要（木暮仁）
- サルでもわかる待ち行列（オブジェクト倶楽部）